# Achund

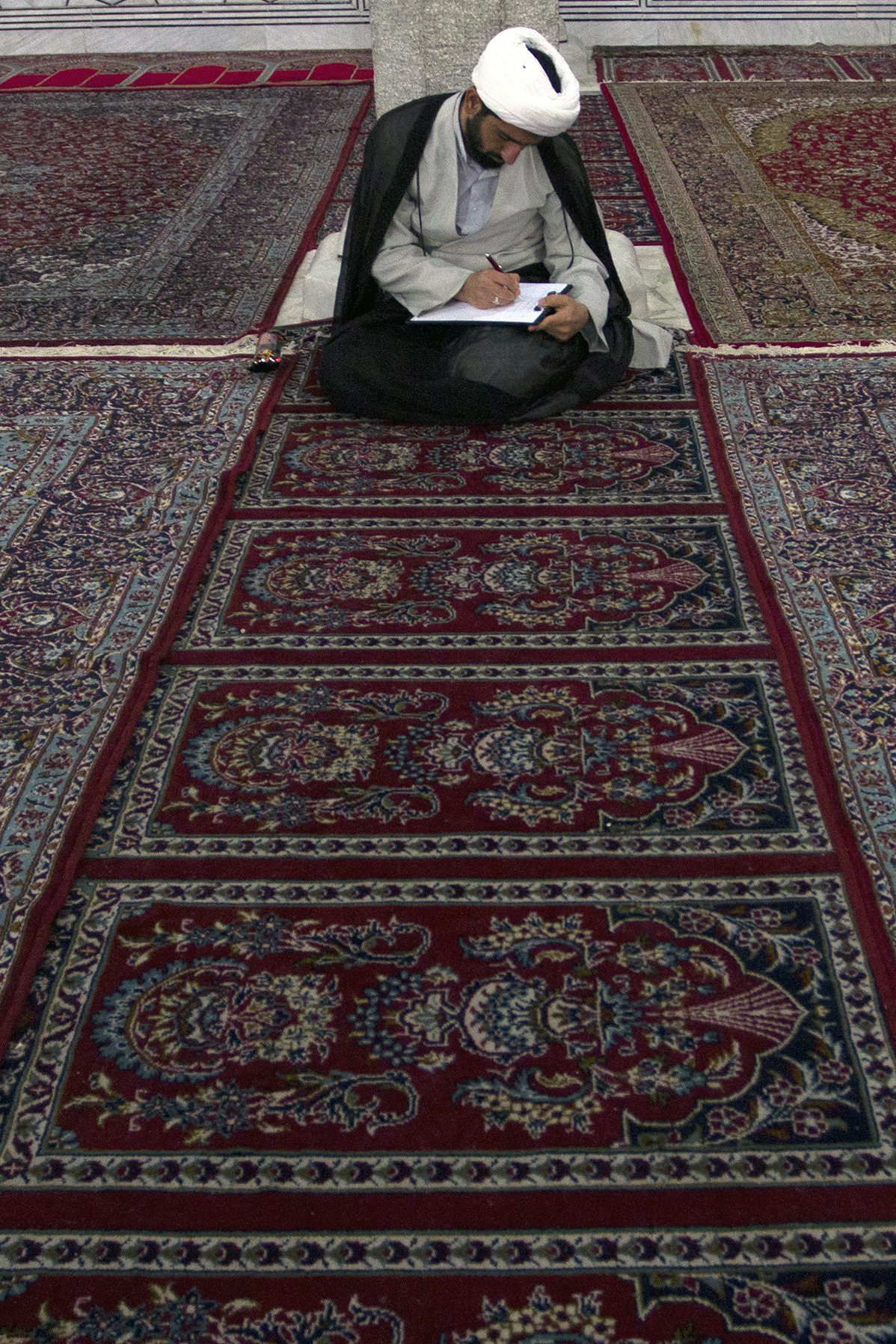
Ein Achund in Ghom

Achund (persisch آخوند Achond, auch Achwand) ist eine persische Bezeichnung für einen islamischen Geistlichen, die in Iran, Aserbaidschan sowie einigen Teilen von Afghanistan und Pakistan verwendet wird. Die hochchinesische Bezeichnung für Imam (chinesisch 阿訇, Pinyin āhōng) ist ebenfalls von diesem Begriff abgeleitet und wird hauptsächlich von den muslimischen Hui-Chinesen verwendet. 
In Europa taucht der Begriff erstmals um 1715 im Atlas Geographus des britischen Kartographen Herman Moll auf. Im heutigen Iran wird der Ausdruck nur noch selten verwendet und hat oftmals negative Bedeutung. In Afghanistan und im paschtunischen Grenzgebiet Afghanistan-Pakistan ist er hingegen weiterhin in Gebrauch.
Des Weiteren ist Achund ein Familienname, der auch in der abgeleiteten Form Achundov erscheint.